# Damien Hertog
Damien Hertog (Rotterdam, 3 december 1974) is een Nederlands voetbalcoach en voormalig voetballer die als middenvelder speelde.

## Spelerscarrière
Hertog begon zijn carrière in 1994 bij Excelsior. In 1999 maakte hij de overstap naar RBC Roosendaal. In 2002 ging hij naar De Graafschap en keerde in 2003 weer terug bij RBC Roosendaal. In 2004 keerde hij terug bij Excelsior.
Na met Excelsior in 2006 naar de Eredivisie gepromoveerd te zijn brak hij in een oefenduel  met Excelsior tegen het Westlands elftal (7-2) in Naaldwijk zijn kuitbeen en liep een zware enkelblessure op. Daardoor is hij in de seizoenen 2006/2007 en 2007/2008 niet in actie gekomen voor Excelsior. Hierdoor was hij genoodzaakt zijn carrière te beëindigen. In 2006 werd hij via het blad Voetbal International samen met Volkan Kahraman, Daniël Rijaard en Geert den Ouden genoemd rondom een vermeende omkoopzaak waar geen bewijs van werd geleverd en geen zaak van werd gemaakt.

## Trainerscarrière
Sinds het seizoen 2011-2012 was Hertog in dienst bij Feyenoord Rotterdam als trainer van het hoogste jeugdelftal. Vanaf juli 2013 was Hertog actief als hoofd jeugdopleiding bij Feyenoord. Hij volgde  hiermee Stanley Brard op, die vertrok naar Qäbälä PFK uit Azerbeidzjan. Op 7 maart 2016 maakte Feyenoord bekend op zoek te gaan naar een nieuw hoofd van de jeugdopleiding, omdat Hertog na drie jaar zou stoppen in die functie. De oud-speler van Excelsior, RBC Roosendaal en De Graafschap neemt vanaf het seizoen 2016/17 Feyenoord onder negentien jaar weer onder zijn hoede.
In juni 2017 werd bekend dat Hertog Mario Been zou volgen naar APOEL Nicosia, waar hij de functie van assistent-trainer zal gaan bekleden. Ze werden hier echter na zes weken ontslagen, na een 1-0 nederlaag in de voorronde van de UEFA Champions League. In 2018 werd hij assistent van Marcel Keizer bij Al-Jazira Club. Na het vertrek van Keizer werd Hertog eerst interim-hoofdtrainer en werd begin december aangesteld als de nieuwe hoofdtrainer van de club.